# Чаза
Чаза (Chaza) — офшорне газове родовище в Індійському океані біля узбережжя Танзанії. Належить до північної частини басейну Рувума.

## Опис
Родовище виявили весною 2011 року внаслідок спорудження напівзануреним буровим судном Deepsea Stavanger свердловини Chaza-1. Закладена за 18 км від узбережжя в районі з глибиною моря 950 метрів вона мала довжину 4600 метрів та виявила газонасичені породи у відкладеннях міоцену. Водночас породи крейдового періоду, що залягають глибше, виявилися заповненими водою, хоча при цьому підтвердилась наявність резервуарів з пісковиками гарної якості.
У порівнянні з багатьма іншими відкриттями на шельфі Танзанії родовище Чаза є доволі невеликим. Станом на другу половину 2013 року його видобувні ресурси оцінювались у 13,4 млрд м3 газу.
Родовище розташоване у блоці 1, власником прав на його розробку є консорціум у складі BG (60 %, оператор), Ophir (20 %) та сінгапурської Pavilion Energy (20 %).